# Vanessa Roussová
Vanessa Ashley Roussová (nepřechýleně Rousso; * 5. února 1983, White Plains, New York, USA) je americká profesionální hráčka pokeru, také známá pod přezdívkou Lady Maverick.
Je členem týmu PokerStars a s celkovými výhrami přesahující 3,5 miliónů dolarů je na pátém místě Women's All Time Money List. Na World Series of Poker skončila čtrnáctkrát na vyplácených pozicích, skončila druhá v WCOOP Main Eventu za 700 000 dolarů a řadí se mezi největší pokerové celebrity. Zasazuje se o propagaci a legalizaci pokeru v USA.

## Biografie
Ačkoliv se narodila v New Yorku, své mládí kvůli práci rodičů strávila v Paříži. Zpět do Spojených států amerických se vrátila, až když se její rodiče rozvedli a jí bylo deset let. Vanessa se rozhodla kompenzovat smutek z rozchodu svých rodičů tvrdou prací a studiem. Střední školu vystudovala se samými výbornými a díky tomu jí bylo umožněno studium na prestižní Duke University. Na škole se věnovala mimo jiné také herní teorii a šachům. Studium ekonomie a politologie úspěšně zakončila již po dvou a půl letech. Nyní bydlí ve své vile v Las Vegas.

## Pokerová kariéra
S pokerem se seznámila již ve svých pěti letech, vážněji jej začala hrát jako teenager na střední škole. Byla ale příliš mladá na to, aby mohla hrát v kasinu, proto začala hrát online. Po svých 21. narozeninách jako čerstvě plnoletá začala hrát živý poker i v různých amerických kasinech, převážně pak v Hard Rock Seminole Casinu v Miami. Její první výhrou bylo 45. místo v roce 2005 v $ 1 000 Ladies Eventu za 1 640 dolarů.
V dubnu 2006 se Roussová připojila k profesionální pokerové tour, na zaplacení celého vstupného ale neměla peníze a tak hledala sponzory výměnou za procenta z výhry. Tímto si vysloužila svou přezdívku Lady Maverick, protože podobným způsobem se proslavila hlavní postava ve filmu Maverick. Už 26. dubna se jí povedlo vyhrát sedmé místo v $ 25 000 World Poker Tour No-Limit Hold'em championship event za skvělých 263 625 dolarů. Těsně poté 13. září 2006 si za první místo v $ 5 000 Borgata No-Limit Hold'em event připsala na účet dalších 285 450 dolarů.
Již od roku 2006 tedy patří Vanessa Roussová mezi pokerové celebrity. Toho si všimla největší online herna PokerStars, s kterou se dohodla na vzájemné spolupráci a stala se tak její sponzorovanou hráčkou. Její dosavadní největší výhra je první místo v € 25 000 EPT High Roller Championship za neuvěřitelných 570 000 eur (zhruba 780 000 dolarů). Vanessa není úspěšná pouze v živém pokeru, což dokázala v roce 2007, když skončila druhá v Main Eventu WCOOP a vyhrála 700 782,50 dolarů.
V roce 2014 byla s celkovými výhrami přesahující 3,5 miliónů dolarů na pátém místě v Women's All Time Money List.

## Sponzoři
Vanessa Roussová je sponzorovanou hráčkou herny PokerStars na které hraje pod přezdívkou Lady Maverick a je součástí týmu Pokerstars. V roce 2009 se objevila na přední straně magazínu Sports Illustrated. Propaguje také registrátora internetových domén Go Daddy, který ji začal sponzorovat na 2009 National Heads-Up Championship.

## Osobní život
V roce 2008 se zasnoubila s pokerovým hráčem Chadem Brownem, ze svatby ale nakonec sešlo a svůj rozchod oznámili v roce 2012. Vanessa nyní bydlí ve své vile v Las Vegas a kromě pokeru se věnuje propagaci her v USA. Mezi její koníčky patří skydiving a bungee jumping. Často také přispívá do strategické sekce mnoha pokerových časopisů a účastní se pokerových seminářů a show.